# Konopie dzikie

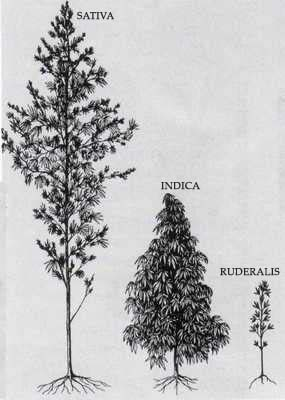
Porównanie wzrostów gatunków konopi

Konopie dzikie (Cannabis ruderalis Janisch.) – w zależności od ujęcia systematycznego – gatunek lub podgatunek (C. sativa ssp. spontanea Serebr.) rośliny z rodziny konopiowatych (Cannabaceae). Takson opisany został z centralnej Azji. Jest rozpowszechniony w Europie środkowo-wschodniej, w Polsce jest lokalnie dość częsty.
Nazwa gatunkowa ruderalis oznacza z łaciny roślinę rosnącą na gruzowiskach, siedliskach ruderalnych.

## Morfologia
PokrójRoślina osiąga od 40 do 150 cm wysokości (niższa od konopi siewnych).
LiścieDłoniasto sieczne.
KwiatyZebrane w luźnym, wzniesionym i silnie rozgałęzionym kwiatostanie. Kwiaty w odróżnieniu od konopi siewnych wyróżniają się obecnością okwiatu.
OwoceMniejsze niż u konopi siewnych – osiągają wymiary 2,5–3,5 × 1,8–2,5 mm. Powierzchnię mają brązową i marmurkową.

## Działanie farmakologiczne konopi
Konopie dzikie mają niższą ilość THC niż konopie siewne lub konopie indyjskie, przez co ma małe zastosowanie jako lek. Jednak konopie indyjskie są często krzyżowane z konopiami dzikimi do produkcji roślin w celu uzyskania większej ilości THC, przy bardzo dobrej odporności na trudne warunki.